# Оксолінова мазь
«Оксолі́н» («оксолі́нова мазь») — торгове найменування лікарського засобу з діючою речовиною нафталін-1,2,3,4-Тетрон, за фармакологічною класифікацією в Росії відноситься до противірусних засобів для зовнішнього застосування. Також поширюється під торговими марками «Оксонафтілін» і «Тетраксолін».
Відомості про реєстрацію препаратів з такою самою діючою речовиною за межами колишнього СРСР відсутні.
Не слід плутати оксолін з оксоліновою кислотою (J01MB05, oxolinic acid), яка є абсолютно іншою речовиною, з іншими фармакологічними властивостями.

## Властивості
Білий або білий з кремовим відтінком кристалічний порошок. Легко розчинний у воді. Водні розчини нестійкі, в лужному середовищі швидко темніють
В лікарських формах використовується у вигляді дигідрату.

## Історія
Оксолін і оксолінова мазь як лікарський засіб в РРФСР було зареєстровано в 1970 році (реєстраційні номери 70/728/1 і 70/728/2). Торгові марки «Оксонафтілін» і «Тетраксолін» з'явилися набагато пізніше — в 2006 і 2008 роках відповідно

## Фармакологія
Дослідження препарату проводилися в 1970-х роках в СРСР, у Всесоюзному науково-дослідному інституті грипу. Оксолін був вивчений з позитивним результатом як засіб профілактики грипу
1969 року дослідження Львівського НДІ епідеміології та мікробіології показало, що оксолін здатний знизити захворюваність на вірусні інфекції до 44,5 % і на грип до 71 % "
Захисну дію оксоліну від вірусних інфекцій також було підтверджено на практиці в 1969 році співробітниками центральної СЕС Міністерства охорони здоров'я СРСР. "Було вивчено профілактичну ефективність 0,25 % оксолінової мазі під час епідемії грипу: в двох містах серед 9600 дітей дошкільного віку в 80 дитячих установах. Встановлено, що застосування цього препарату попереджає вірусні захворювання, що передаються повітряно-крапельним шляхом у 43 % випадків, а в інших відзначено більш легкий перебіг інфекції
Розробником препарату було заявлено, що оксолін володіє віруліцидною дією на вірус грипу при безпосередньому контакті з вірусовмісним матеріалом і перешкоджає репродукції вірусу в клітинах. Крім цього, за даними розробника, до дії тетраксоліну чутливі віруси Herpes simplex, оперізуючого герпесу, аденовіруси, віруси інфекційних бородавок і контагіозного молюска.

### Фармакокінетика
При нанесенні на шкіру всмоктується близько 5 % препарату, на слизову оболонку — до 20 %. В організмі не накопичується і виводиться в основному нирками протягом доби. При використанні 3 % мазі для нанесення на шкіру і 0,25 % мазі — на слизові, препарат не чинить резорбтивної токсичної і місцевоподразнювальної дії, за умови, що покриви не пошкоджені і не скарифіковані.